# Dějiny Sovětského svazu 1927–1953
Dějiny Sovětského svazu mezi lety 1927 a 1953 zahrnují období v sovětských dějinách od nastolení stalinismu přes vítězství ve druhé světové válce až po smrt Josifa Stalina v roce 1953. Stalin se snažil zničit své nepřátele a zároveň transformovat sovětskou společnost centrálním plánováním, zejména násilnou kolektivizací zemědělství a rychlým rozvojem těžkého průmyslu. Stalin upevnil svou moc ve straně i ve státě a pěstoval rozsáhlý kult osobnosti. Sovětská tajná policie a masová mobilizace komunistické strany sloužily jako Stalinovy hlavní nástroje při formování sovětské společnosti. Stalinovy metody při dosahování svých cílů, které zahrnovaly stranické čistky, politické represe vůči obecné populaci a nucenou kolektivizaci, vedly k milionům mrtvých: v pracovních táborech Gulag a během hladomoru.
Druhá světová válka, v zemi sovětskými historiky uváděná jako „Velká vlastenecká válka“, zdevastovala velkou část SSSR, přičemž asi jeden ze tří mrtvých za druhé světové války představoval občana Sovětského svazu. V průběhu druhé světové války obsadily armády Sovětského svazu východní Evropu, kde založily nebo podporovaly komunistické loutkové vlády. V roce 1949 začala studená válka mezi západním blokem a východním (sovětským) blokem, kdy se Varšavská smlouva (vytvořená v roce 1955) postavila proti NATO (založena v roce 1949) v Evropě. Po roce 1945 se Stalin přímo neúčastnil žádných válek a pokračoval ve své totalitní vládě až do své smrti v roce 1953.

## Vývoj

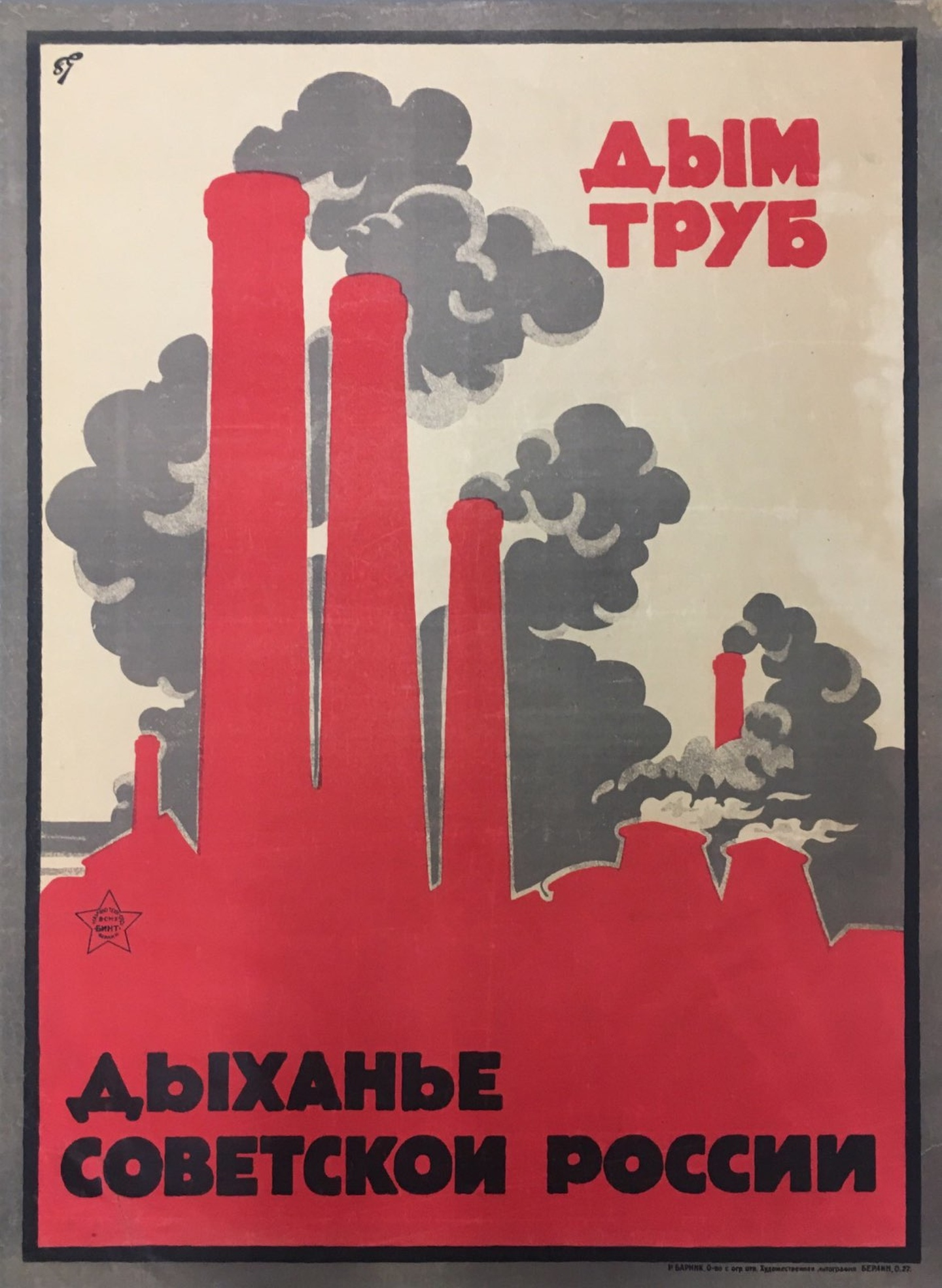
Plakát "kouřící komíny jsou dechem sovětského Ruska"

Poté, co roku 1924 zemřel Vladimir Lenin, vlády se chopil Josif Stalin, který se stal tak jeho nástupcem. Ten vyhlásil realizaci mnohých velkolepých plánů. Ženy i muži byli (do jisté míry) zrovnoprávněni, zahájena byla kolektivizace a industrializace. K vzdělání, byť ovlivněnému socialistickou ideologií, získali přístup všichni. Rozšířila se i lékařská péče a likvidovány tak začaly být mnohé choroby, jako například cholera, malárie apod.
Sovětské hospodářství se mělo oprostit od kapitalistických principů a přejít k jiným, socialistickým. Prioritou přestal být zisk, ale stal se jí maximální možný růst, právě bez ohledu na vzniklé náklady. Kvalitativní nedostatky se do jisté míry tolerovaly ve prospěch růstu kvantitativního. Makroekonomické otázky se začaly řešit podle pětiletých plánů.
Jedním z nejznámějších plánů budování socialistického státu se stala násilná kolektivizace zemědělství, kdy zemi po následných chybách v celém zemědělském sektoru postihl hladomor. Kolektivizace byla ovšem jen jednou z příčin hladomoru, který byl v mnoha oblastech zcela úmyslně vyvolán a řízen vládou za účelem likvidace veškeré opozice na venkově. Agrární produkce se v důsledku kolektivizace a likvidace většiny dosavadních zemědělců propadla hluboko pod úroveň z doby carství a v některých oblastech se nevzpamatovala ani do rozpadu Sovětského svazu. Aby byla situace ve statistikách příznivější, docházelo často ke zkreslování. V gulazích na Sibiři zahynuly miliony odpůrců tehdejšího komunistického režimu, často prostých sedláků (tzv. kulaci). Počty obětí režimu z této doby jsou srovnatelné s oběťmi druhé světové války. Tyto akce do jisté míry zmírnily velký hospodářský růst země a zneschopnily například Rudou armádu, ale i další důležité složky státu. Do roku 1936 již bylo zkolektivizováno 90 % veškerých hospodářství.
18. září 1934 vstoupil Sovětský svaz do Společnosti národů, mezinárodní organizace předcházející OSN. Shromáždění SN schválilo návrh rady aby se SSSR stal permanentním členem.
V této době se rozpoutal tzv. Velký teror, který měl za následek smrt mnoha vládních představitelů i civilních obyvatel.
Přestože kolektivizace způsobila velké problémy, spolu s budováním nových průmyslových závodů ve městech se vytvořilo velké množství pracovních míst a nezaměstnanost tak klesla fakticky na nulu. Tento fakt, který sovětská propaganda používala často jako velký úspěch socialismu, však nebyl srovnatelný s měřítky západních zemí, vzhledem k neexistenci trhu práce a tudíž i přirozené frikční nezaměstnanosti. Rozsáhlá a velkolepá industrializace především zaostalých oblastí měla zemi pomoci vymanit se mnohde ze středověkých podmínek. Zaváděla se elektřina, zvýšila se vzdělanost. Nové průmyslové závody schopné vyrábět vojenskou techniku byly odpovědí na vzrůstající nebezpečí ze strany Německa a Japonska. Právě tam, ale i do jiných zemí, byli posíláni mnozí odborníci, kteří se zde měli učit nové technologie a pomoci je zavádět doma.
Do výstavby těchto provozů odcházelo však velké množství peněz a dalších investičních prostředků, což zemi do velké míry zatěžovalo. Lidé se stěhovali z venkova do měst, kde v průmyslu nacházeli pracovní příležitosti; v roce 1937 žilo již 30 milionů obyvatel země ve městech. V této době (třicátá léta) docházelo k přemisťování celých národů, hlavně do neosídlených oblastí (například na Dálný východ a Střední Asie).
V oblasti správní v letech 1922 až 1940 vzrostl počet republik z původních čtyř na 16 – některé z nich byla Sovětským svazem dobytá nebo okupovaná území (východní Evropa, Kavkaz), některé vznikly rozdělením stávajících republik (hlavně RSFSR). Byly také již definitivně určeny hranice a pravomoci mnohých autonomních republik, okruhů a krajů. V roce 1924 byla vydána první ústava.
Sovětský svaz si však v meziválečném období získal mnoho sympatizantů z řad evropské levice, hlavně v časech světové hospodářské krize, která SSSR díky izolovanosti od okolního světa nepostihla.
Sovětský svaz válčil za druhé světové války s Finskem, a to hned dvakrát. Poprvé v letech 1939 a 1940 (zimní válka), později v letech 1941 až 1944 (pokračovací válka). Po ukončení bojů ztratili Finové příhraniční území (okolí dnešního Petrohradu a některá další místa), díky obratné zahraniční politice se jim však podařilo zůstat mimo zónu sovětského vlivu, na rozdíl od některých středoevropských zemí. Již první válka s Finskem vyvolala diplomatickou roztržku, následně byl SSSR vyloučen 14. prosince ze Společnosti národů.

## Druhá světová válka

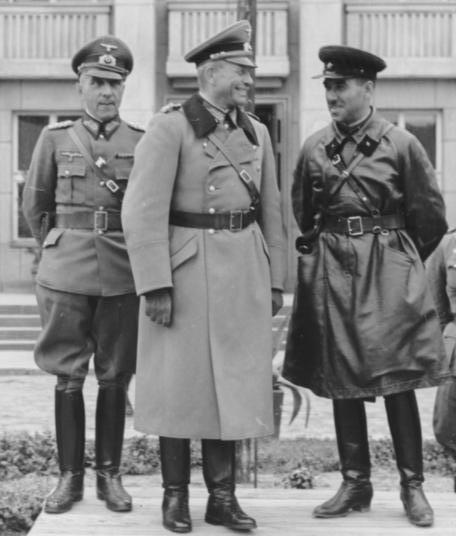
Společná přehlídka Wehrmachtu a Rudé armády v Brestu na konci invaze do Polska. Uprostřed generálmajor Heinz Guderian a brigádní generál Semjon Krivošein

Stalin uspořádal na 23. srpna 1939 podpis paktu Molotov–Ribbentrop - pakt o neútočení s nacistickým Německem spolu s německo-sovětskou obchodní dohodou o otevření ekonomických vztahů. Tajný dodatek k paktu dal východní Polsko, Lotyšsko, Estonsko, Besarábii a Finsko SSSR a západní Polsko a Litvu nacistickému Německu. To odráželo sovětskou touhu po územních ziscích.
Po uzavření paktu s Hitlerem Stalin v letech 1939–1940 anektoval polovinu Polska, tři pobaltské státy a severní Bukovinu a Besarábii v Rumunsku. Už to nebyly nárazníky oddělující SSSR od německých oblastí, uvádí Louis Fischer. Spíše usnadňovaly Hitlerův rychlý postup k branám Moskvy.
Propaganda byla také považována za důležitý nástroj zahraničních vztahů. Mezinárodní výstavy, distribuce médií, jako jsou filmy, např.: Alexander Něvskij, stejně jako zvaní prominentních zahraničních jednotlivců na turné po Sovětském svazu, byly používány jako způsob získání mezinárodního vlivu a povzbuzení spolucestovatelů a pacifistů k budování lidových front.